# Eva Maria von Schantz
Eva Maria von Schantz, född Petre 22 juni 1703 i Stockholm, död 16 mars 1798, var en svensk brukspatron.

## Biografi
Eva Maria von Schantz var det yngsta barnet till brukspatronen och handelsmannen Robert Petre (1661–1716) och hans hustru Eva Leijel (1660–1743). Som 18-åring gifte hon sig med hovjunkaren Ludvig von Schantz.
Eva Maria von Schantz växte upp i en miljö präglad av järnbruksdrift och handel. Föräldrarna tillhörde släkter som några generationer tidigare hade invandrat från Skottland och etablerat sig i Sverige. På mödernet härstammade hon även från släkterna Dress och Schaeij som inkommit till Sverige i tjänst hos Louis De Geer och Willem de Besche i början av 1600-talet. I Eva Maria von Schantz släkt fanns det även flera kvinnliga brukspatroner som tog vid bruksdriften när de blev änkor, bland andra hennes moster. 1761 ärvde Eva Maria von Schantz, tillsammans med sin syster Margareta, kusinen Jacob Möhlmans förmögenhet. Därefter förvärvade hon bland annat det så kallade gamla riksdagshuset på Riddarholmen som bostad samt Götarsvik i Närke.
Under den senare delen av 1700-talet ägde Eva Maria von Schantz bland annat Hammarby bruk, Ekeby Hammar och Kåfalla bruk i Västmanland samt Wira bruk i Uppland. Hon var även delägare i Holms bruk samt Norrhammar i Västmanland.

### Familj
Eva Maria och Ludvig von Schantz fick fem barn som nådde vuxen ålder, nämligen majoren och bruksledaren vid Wira bruk Christian Robert von Schantz (1722–1780), lagmannen Jakob Ludvig von Schantz (1723–1817), majoren Ulrik Eberhard von Schantz (1726–1793), Överste löjtnanten Fredrik Adam von Schantz (1728–1779) och Eva Adriana von Schantz (1730–1806), gift med Ryttmästaren Nils Svedenstjerna (1726-1762)  . 
1730 dog maken Ludvig von Schantz. Eva Maria von Schantz gifte aldrig om sig. Hon dog 1798 i en ålder av 94 år och begravdes i Storkyrkan i Stockholm.